# 지족항 (남해군)
지족항은 경상남도 남해군 삼동면 지족리에 있는 어항이다. 1972년 2월 23일 지방어항으로 지정하여 관리하고 있다. 시설관리자는 남해군수이다.

## 어항 연혁
- 옛날 사람들이 동(東)으로 와서 창선(昌善)을 건너 갈 때 발(足)이 멈추어져서 건너게 되는 것을 알았다(知)하여 지족(知足)이라 부르게 되었으며 지족1리마을을 와현(瓦峴)이라고도 부르고 있는데 이는 약200여년전 너무개라는 곳에 기와 궁리 있었다 하여 와(瓦)를 따고 고개의 이름을 따서 와현(瓦峴)라 불리어 오고 있으며, 지족2리는 연꽃 꽃 술 자리라 화두라 부르게 되었으며 지족3리는 본디 '원님등' 이라 불렀다고 전한다. 나라에서 쓸 말을 풀어놓고 기르던 큰 목장이었던 창선으로 가기 위해 현령이나 목관들이 나룻배가 오길 기다리며 쉬었다 가곤해 그렇게 불렸다고 한다.

## 어항 시설
- 방파제 106m, 선착장 130m, 물양장 232m

## 주요 어종
- 노래미, 해삼, 감성돔, 게불, 패각류